# Milagros (telenovela)
Milagros (Más allá del horizonte) è una telenovela argentina del 1993. 

## Trama
La trama si sviluppa in un arco cronologico che copre due generazioni.

### Prima generazione
1830: in un'Argentina dove ancora sussistono lotte tra indigeni e bianchi per il possesso delle terre, una coppia di giovani sposi, Giacomo e Amalia, vivono in una casa in campagna con la loro piccola figlia Maria. Come vendetta per un attacco al loro villaggio da parte dei bianchi, alcuni indios assaltano la fattoria e colpiscono a morte Amalia. Deciso a vendicarla, Giacomo parte coi soldati e affida Maria ai suoi amici Emanuele e Carlotta Tebaldi. Giacomo perde la vita ed Emanuele decide di adottare ufficialmente Maria. Dopo poco tempo i due hanno anche un'altra figlia, Vittoria. Vittoria e Maria crescono come sorelle. Passano gli anni e le due ragazze finiscono per innamorarsi entrambe dello stesso uomo, il tenente Rinaldo Monti. Emanuele però decide che Maria dovrà sposarsi con il ricco Guglielmo Lynch. Alla festa del fidanzamento di Maria, fa un'improvvisa apparizione la zia di Maria e Vittoria, Lucrezia Tebaldi, appena tornata dall'Europa. Lucrezia è una donna emancipata: costretta a sposare a 14 anni un uomo molto più grande di lei, e rimasta vedova molto presto, ha girato il mondo e crede fortemente nella libertà. Lucrezia ha un rapporto molto difficile col fratello Emanuele, che la ritiene troppo ribelle e critica la sua emancipazione. Naturalmente le ragazze adorano la zia e le chiedono consiglio su varie faccende. Lucrezia capisce subito che Maria non ama Guglielmo e, quando la ragazza le confessa di amare Rinaldo, fa di tutto per distoglierla dal proposito delle nozze con Lynch e cerca anche di convincere Emanuele a desistere. Tuttavia negli stessi giorni Carlotta si ammala di una grave crisi cardiaca e, per non darle un dispiacere, Maria decide di sposare comunque Guglielmo. Lucrezia trova l'amore in un indio di nome Tyron, con il quale celebra un suggestivo matrimonio. Tyron, tuttavia, morirà poco tempo dopo. Qualche tempo dopo Guglielmo sospetta Maria di tradimento e le sottrae la bambina che ha partorito, Milagros, con l'intento di ucciderla, credendo che la piccola sia frutto del tradimento, ma una levatrice riesce a salvare la bimba abbandonandola davanti ad un circo. Guglielmo, in seguito a tutto ciò, fa credere a tutti che Lucia, la figlia avuta con la sua amante, una certa Margherita, sia quella partorita da Maria. Rinaldo, disperato per la perdita della sua amata Maria, concepisce con Vittoria un figlio a cui verrà dato il nome di Catriel, mentre Milagros intanto viene cresciuta dai proprietari del circo. Dopo varie vicissitudini e liti, Vittoria, sorella di Maria, arriva a credere che suo figlio sia morto in un violento incendio divampato nella capanna dove ha partorito; in realtà è stato salvato da una tribù di Indios, mentre sua madre arriva a prostituirsi con un uomo col quale concepisce una bambina, Carlotta. Catriel, qualche anno dopo, farà la conoscenza di Lucrezia, che deciderà di crescerlo come fosse il figlio mai avuto da Tyron. 

### Seconda generazione
Nella storia avviene un salto temporale di vent'anni. Catriel, cresciuto dalle amorevoli cure di Lucrezia Tebaldi, è cresciuto con sani principi; Milagros, dopo aver girato il mondo con il circo, arriva a Santa Maria. Emanuele Tebaldi, in preda a una grave malattia, si toglie la vita. La notizia della morte dell'uomo fa il giro del circondario e arriva anche a Vittoria, piena di rancore verso la sua famiglia. Vittoria e la figlia Carlotta arrivano in tempo per partecipare al funerale di Emanuele e per rivedere Maria e la zia Lucrezia. MIlagros conosce Catriel e se ne innamora ma un soldato, di nome Augusto, non vuole che i due stiano insieme. Nella famiglia Tebaldi inizia intanto una lotta per il possesso della tenuta "Villa Speranza", dimora di Lucrezia e Catriel. Guglielmo distrugge i documenti con i quali Emanuele l'aveva lasciata alla sorella e, aiutato da Vittoria, caccia Lucrezia e il giovane figlio adottivo. Vittoria non avrebbe nulla contro Lucrezia, ma odia troppo gli indios per accettare che l'eredità della zia vada a uno di loro. Lucrezia e Catriel tornano quindi a vivere a Santa Maria e lì Lucrezia viene coinvolta in un progetto sovversivo contro il governatore tiranno. Sostituendosi a una sua amica nella funzione di esca, Lucrezia viene colpita a morte da uno dei soldati, ma prima di morire riesce a scrivere un testamento in favore di Catriel e a convincere Maria a mantenere il segreto sulla sua fine, onde evitare che Guglielmo possa far del male al figlio adottivo. Catriel, deciso a realizzare i sogni suoi e di sua madre, riesce a sfidare Lynch a duello e a riprendersi "Villa Speranza". IL governatore viene cacciato e torna la libertà: Maria e Rinaldo, intanto, si ritrovano e vivono il loro amore. Guglielmo, in cerca di vendetta, tenta di strangolare Vittoria e poi di uccidere Maria, ma l'esercito lo giustizia prima che possa far del male a qualcuno. Augusto, convinto di essere il responsabile della morte di Milagros, che in realtà è viva, si spara e perde la vista. Dopo ulteriori traversie e difficoltà, Milagros e Catriel si rincontrano e possono infine scoprire le loro vere identità. I due avranno una figlia, che verrà chiamata Lucrezia in memoria della buona zia. Attraverso un crocifisso che Vittoria aveva lasciato al suo bambino prima dell'incendio, la Tebaldi si rende conto che Catriel è suo figlio e va a cercarlo, poi si riappacifica con Maria e Rinaldo. Finalmente tutti riusciranno a vivere tranquillamente la loro vita insieme ai loro famigliari.

### Significato del nome
"Milagros" vuol dire miracolo. La scelta del nome si riferisce al fatto che, per merito della vera figlia di Maria, possa essersi compiuto il sogno di sua madre: vivere felicemente. Il nome le viene dato dalla sua famiglia adottiva che grazie al pianto della bambina si è salvata dall'incendio divampato nel carro del circo Olimpico dove dormivano.

## Episodi
La serie è composta da 200 episodi di 50 minuti ognuno. È stata trasmessa in Italia in prima tv dal 31 maggio 1993 al 24 novembre 1994 su Rete 4, e successivamente su Lady Channel, La5, TV2000, Retecapri e altre emittenti locali.